# ARC Music
ARC Music es un sello de música folk y música world con sede en Sussex Occidental, Inglaterra, que se estableció en 1976. Naxos Records adquirió ARC en 2019.

## Películas y televisión
ARC Music se ha utilizado en las películas Indiana Jones y el reino de la calavera de cristal, Casino Royale, Burn After Reading, The Kingdom, El jardinero fiel y Skyfall.